# Noemí Simonetto de Portela
Noemí Simonetto de Portela (Buenos Aires, 1º febbraio 1926 – Buenos Aires, 20 febbraio 2011) è stata una lunghista, ostacolista e velocista argentina.
È stata la prima atleta argentina a conquistare una medaglia olimpica quando partecipò ai Giochi olimpici di Londra 1948. Arrivò seconda nel salto in lungo, mentre fu eliminata in semifinale negli 80 metri ostacoli e nelle batterie di qualificazione nei 100 metri piani.
Fu diciassette volte campionessa argentina di atletica in diverse specialità negli anni 1941, 1943, 1945 e 1947.

## Palmarès
| Anno | Manifestazione  | Sede   | Evento         | Risultato  | Prestazione | Note |
| ---- | --------------- | ------ | -------------- | ---------- | ----------- | ---- |
| 1948 | Giochi olimpici | Londra | 100 m piani    | Batteria   | 13"1        |      |
| 1948 | Giochi olimpici | Londra | 80 m hs        | Semifinale | n/d         |      |
| 1948 | Giochi olimpici | Londra | Salto in lungo | Argento    | 5,60 m      |      |